# Arkalgud
Arkalgūd är en ort i Indien.   Den ligger i distriktet Hassan och delstaten Karnataka, i den södra delen av landet, 1 800 km söder om huvudstaden New Delhi. Arkalgūd ligger 922 meter över havet och antalet invånare är 15 802.
Terrängen runt Arkalgūd är platt. Runt Arkalgūd är det tätbefolkat, med 343 invånare per kvadratkilometer. Närmaste större samhälle är Hole Narsipur, 20,0 km öster om Arkalgūd. Trakten runt Arkalgūd består till största delen av jordbruksmark.